# Rhagio tonsa
Rhagio tonsa är en tvåvingeart som först beskrevs av Friedrich Hermann Loew 1869.  Rhagio tonsa ingår i släktet Rhagio och familjen snäppflugor. Inga underarter finns listade i Catalogue of Life.